# Sojuz TM-7
Sojuz TM-7 (ryska: Союз ТM-7) var en flygning i det sovjetiska rymdprogrammet. Flygningen gick till rymdstationen Mir. Farkosten sköts upp med en Sojuz-U2-raket från Kosmodromen i Bajkonur den 26 november 1988. Farkosten dockade med rymdstationen den 28 november 1988.
Den 22 december 1988 flyttades farkosten från Kvant-1-modulens dockningsport till stationens främre dockningsport.
Farkosten lämnade rymdstationen den 26 april 1989. Några timmar senare återinträdde den i jordens atmosfär och landade i Sovjetunionen.
Den var även den sista flygningen i Interkosmos-serien.
Under flygningen blev Chrétien den första person som inte hade amerikanskt eller sovjetiskt medborgarskap att genomföra en rymdpromenad.